# توسان لوفرتور

توسان لوفرتور

فرانسوا دومينيك توسان لوفرتور (بالفرنسية: Toussaint Louverture)‏ ويعرف كذلك باسم : توسان لوفرتير، توسان لوفرتور، توسان بريدا، والملقب بـ نابليون الأسود أو نابليون الأفريقي ولد في سانت دومينغ بتاريخ 20 مايو 1743م وتوفي في 8 أبريل 1803م، كان زعيم الثورة الهايتية، وزعيم ثورة أفارقة هايتي ضد الهيمنة الأوروبية أثناء الاحتلال الفرنسي عام 1797م.. عبقريته العسكرية وفطنتة السياسية حولت مجتمع بأكمله من العبيد إلى دولة مستقلة في هايتي. حاول بين عامي 1800م و 1802م إعادة تصحيح اقتصاد هايتي وتنظيم العلاقة التجارية مع الولايات المتحدة الأمريكية وبريطانياو يعد من الاباء المؤسسين لهايتي.

## السيرة الذاتية
ولد عام 1743 ميلادي. من الثوار السود في هاييتي، وهو جنرال أصبح فيما بعد حاكما لهاييتي. كان والده من الرقيق، وكان هو نفسه عبدا حتى الخمسين من عمره. اكتسب لقب لوأوفرتور ( الفاتح ) من مقولة حاكم هاييتي الفرنسي (( يستطيع هذا الرجل أن يحقق فتحا في أي مكان )) يشير فيها إلى قدرته على تحطيم خطوط الأعداء. وقد ثار شعب هاييتي الفرنسية بعد سماعهم أخبار الثورة الفرنسية. وفي سنة 1791 م.
ثار العبيد في هاييتي وأصبح توسان قائدا لهم وبدأوا بقتال فرنسا . وفي سنة 1793 منحب فرنسا العبيد حريتهم مما دفع توسان إلى مساعدة فرنسا في حربها ضد الأسبان والبريطانيين الطامعين في حكم هاييتي. وفي سنة 1799 م انفجرت حرب أهلية بين السود و المولدين ( أشخاص ولدوا من أبوين أحدهما أبيض والاخر أسود ). وتزعم توسان جانب السود و أصبح حاكما لجزيرة هاييتي التي ازدهرت في فترة حكمه. وعندما وقع نابليون معاهدة سلام أميان سنة 1802 م أمن جانب أوروبا قرر أن يخضع هاييتي وأعلن إعادة الرق. ولكن توسان أعلن معارضته لذلك مما دفع نابليون إلى إرسال حملة عسكرية لأخضاعه وتم القبض عليه. ثم أطلق سراحه بعد أن تعهد بعدم العمل ضد فرنسا. إلا أن الفرنسيين ما لبثوا أن قبضوا عليه مرة أخرى لاشتراكه في حركة سرية مضادة للحكومة الفرنسية وتم نقله إلى فرنسا حيث توفي في السجن عام 1803 ميلادي.

## روابط خارجية
- توسان لوفرتور على موقع الموسوعة البريطانية (الإنجليزية)
- توسان لوفرتور على موقع إن إن دي بي (الإنجليزية)